# Karri Turner
Karri Turner (ur. 21 grudnia 1966 w Bentonville) – amerykańska aktorka telewizyjna.
Występowała w roli w amerykańskim serialu telewizyjnym JAG – Wojskowe Biuro Śledcze.